# Duda-Epureni (gmina)
Duda-Epureni – gmina w Rumunii, w okręgu Vaslui. Obejmuje miejscowości Bobești, Duda, Epureni i Valea Grecului. W 2011 roku liczyła 4397 mieszkańców.